# Kahlotus (Washington)
Kahlotus est une ville américaine située dans le comté de Franklin, dans l'État de Washington. Selon le recensement de 2010, sa population est de 193 habitants.